# Cape Bruny Lighthouse
Cape Bruny Lighthouse ist ein Leuchtturm auf Bruny Island vor der Küste Tasmaniens. Er ist der drittälteste Leuchtturm Australiens.

## Geschichte
1835 kam es zu drei Schiffbrüchen im D’Entrecasteaux-Kanal, darunter der Sträflingstransporter George III. mit 134 Toten. Daraufhin wurde 1836 mit dem Bau des Leuchtturms begonnen. Anschließend war er von 1838 bis 1996 durchgehend in Betrieb.
Im Dezember 2000 wurde der Leuchtturm und die Umgebung in den South-Bruny-Nationalpark eingegliedert.